# Emerging Sources Citation Index
Emerging Sources Citation Index (ESCI) — база даних наукових журналів, яка є частиною Core Collection Web of Science. Поява ESCI обумовлена розширенням світу наукових цитувань, а також глобалізацією науки і наукової діяльності. На сьогоднішній день в базу даних можуть прийматися журнали регіонального рівня, які висвітлюють локальні питання.
Менеджери Web of Science особливо підкреслюють, що перевага надаватиметься журналам соціального, гуманітарного і економічного напрямків, так як за фізико-математичних і природничих наук в базі вже є достатня кількість журналів.
Як правило, в базі Emerging Sources Citation Index всі журнали перебувають до 2-х років. Попередній рік (рік подачі заявки і моніторингу видання) теж зараховують у ESCI. За результатами 3-х років розраховують імпакт-фактор і потім приймають рішення — журнал може бути включений в основний перелік Core Collection, або після цього періоду у випадку низького імпакт-фактора журнал вибуває з бази Emerging Sources Citation Index.